# Casa del Diluvio
La Casa del Diluvio è un edificio di Firenze, situato in piazza Santa Croce 2, angolo via Verdi.

## Storia e descrizione
L'edificio determina la cantonata tra la piazza Santa Croce e l'attuale via Verdi, già via del Diluvio, e si presenta nelle forme assunte al termine di vari ampliamenti e accorpamenti succedutisi nel tempo, in buona parte documentati dalle molte immagini raffiguranti la piazza in occasione di giostre, feste e celebrazioni. 
Attualmente la casa mostra sostanzialmente le forme assunte a seguito di un intervento che ne ha ridisegnato i fronti nella prima metà dell'Ottocento (probabilmente al termine degli anni trenta e comunque nel periodo 1832-1849, quando si è operata anche una soprelevazione). Tuttavia il bel portone, decentrato e incorniciato da bugne di pietra forte rilevate, segnala la nobiltà che l'edificio dovette avere, e che in buona parte ancora mantiene, tra la fine del Quattrocento e il Cinquecento. 

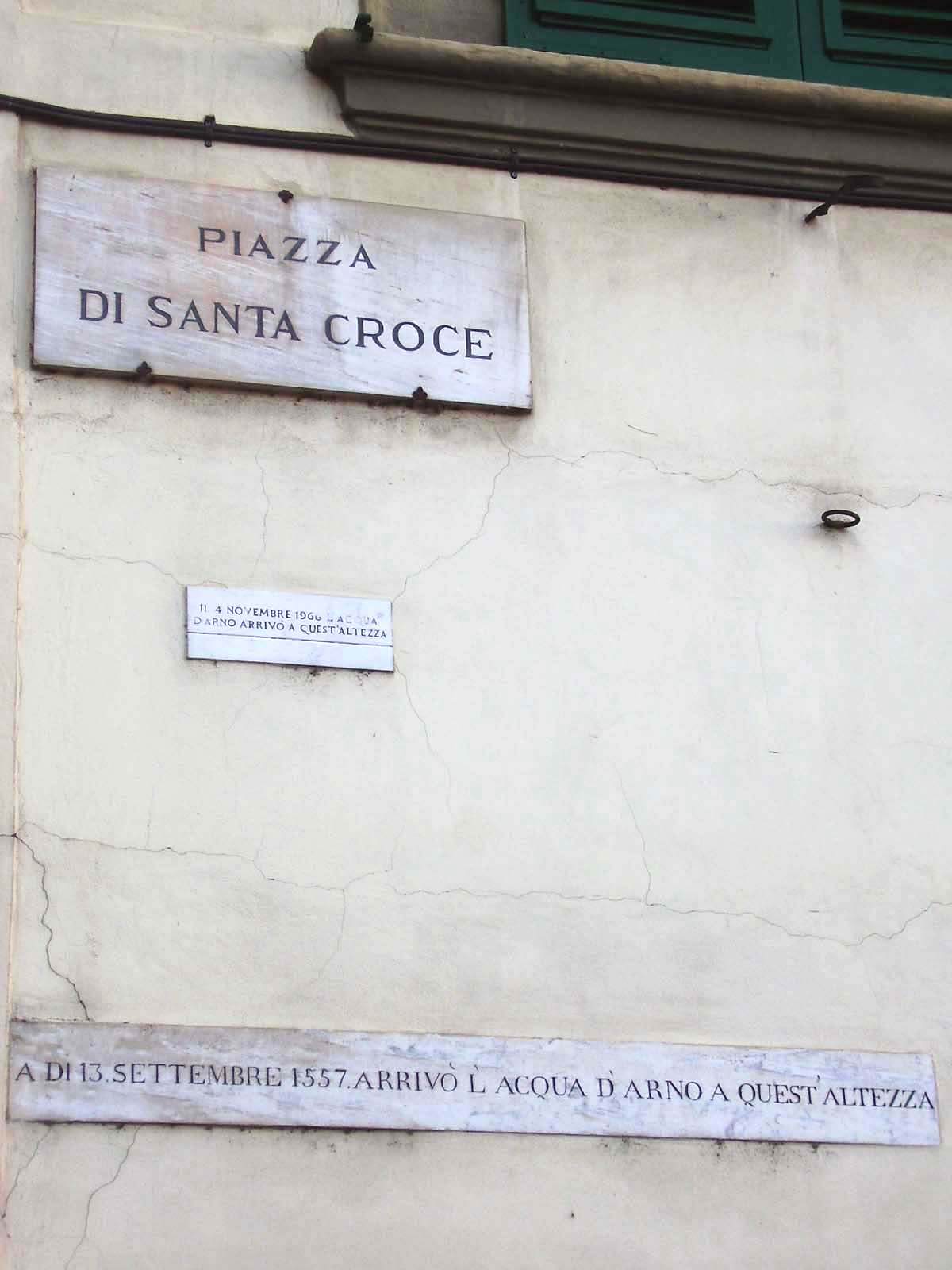
Targhe delle alluvioni

Sicuramente, come sottolinea il Decreto Ministeriale che nel 1959 ha dichiarato l'edificio di "interesse particolarmente importante", sono rimarchevoli le "caratteristiche tipicamente fiorentine nella distribuzione e forma delle varie aperture sulle facciate". Già dei Doffi e quindi di proprietà della famiglia Quercioli tra Ottocento e primo Novecento, l'edificio è solitamente ricordato con la denominazione di casa del Diluvio, per la presenza di una memoria relativa all'altezza raggiunta dalle acque durante l'inondazione del 13 settembre 1557, quando l'Arno la sommerse per 3,62 metri (braccia 6.4.8). L'antica iscrizione, graffita sull'intonaco, venne rinnovata in marmo nel 1839 e ancora è in situ. Sopra di questa, più recente, un altro traguardo ricorda il ben più alto livello raggiunto dalle acque durante l'alluvione del 4 novembre 1966. Le facciate sono state restaurate nel 1968 e nel 2008.
Sul lato di piazza santa Croce si notano alcune alcune antiche buche per lettere in pietra, e una buchetta del vino.